# 15,2 cm-batteriet på Landsort

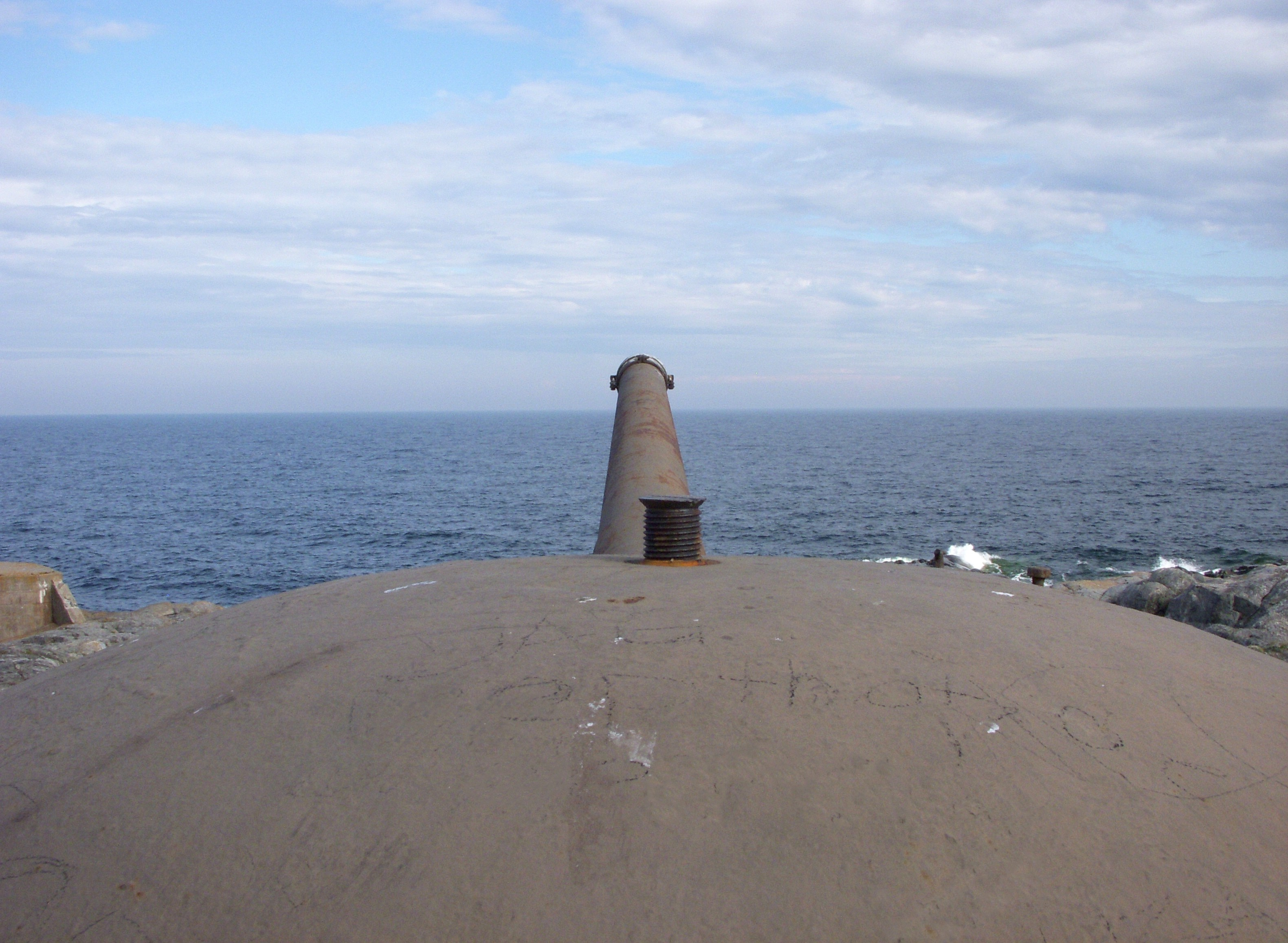
15,2 cm-kanonen pekar ut mot Östersjön, juni 2011.

15,2 cm-batteriet, Landsort (officiell beteckning batteri LO) var ett artilleribatteri på ön Öjas södra udde som var i bruk från 1938 till slutet av 1960-talet. Batteriet bestod av tre pjäsplatser bestyckade med var sin 15,2 cm-kanon i pansartorn. Landsortsbatteriet var en del av den så kallade Havsbandslinjen och den första som byggdes för detta ändamål. På 1970-talet ersattes batteriet av ERSTA-batteriet på norra Öja. 15,2 cm-batteriet tillsammans med ERSTA-batteriet bildar en artillerihistorisk kontinuitet som sträcker sig över hundra år.

## Bakgrund
Genom försvarsbeslutet 1936 flyttades kustartilleriets anläggningar allt längre ut till yttre havsbandet och den så kallade Havsbandslinjen började anläggas. Det var en kedja artilleribatterier ute till havs till stöd för flottans operationer och för att skydda Stockholm och östra Mellansverige. De byggdes delvis med medel ur Palmqvistska fonden till Stockholms befästande och med hjälp av arbetslösa.
Mellan 1936 och 1943 färdigställds knappt 50 batteriplatser i Stockholms skärgård. Batterier fanns bland annat på Stora Roten, Arholma, Korsö, Mällsten, Järflotta och på Öja som var linjens sydligaste batteri.

## Anläggningen

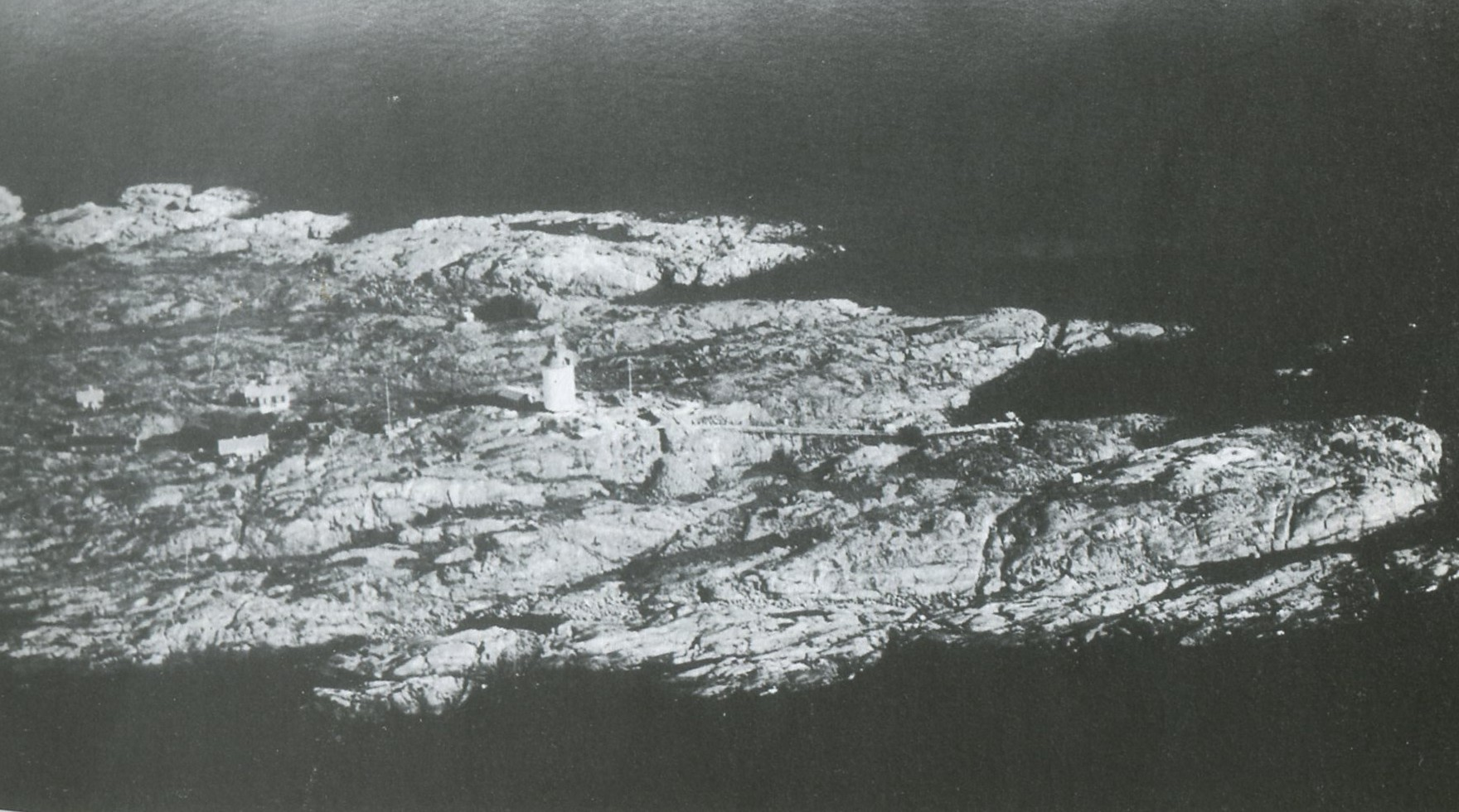
Flygfoto över södra Öja med Landsort fyr och transportbana för bygget av de tre 15,2 cm-tornpjäserna, 1938.

Batteriet på Landsort var det första som byggdes i Havsbandslinjen. Arbetena drog ut på tiden; de startade november 1933 (således innan försvarsbeslutet 1936) och avslutades först fem år senare, och kompletteringar fortgick under hela andra världskriget. I början beredde bestyckningen vissa problem och för att snabbt ”komma till skott” beslöt man att flytta tre av fyra 15,2 cm-pjäser från 12:e batteriet på Rindö hit. För dessa pjäser var samtliga inbyggnadsmått väl kända och för att spara tid var det alltså fördelaktigt att använda pjäserna från Rindö. Dessutom var genom  försvarsbeslutet 1925 hela den inre försvarslinje som 12:e batteriet på Rindö utgjorde del av avförd ur krigsorganisationen och artillerimaterialen därför tillgänglig. 
Pjäserna på Rindö togs loss under november 1933 och i april påföljande år började transporten till Landsort. Från Myttingefortet och Vretafortet hämtades två pansarkupoler för observationsplatserna. 1935 var de tunga pjäsdelarna på plats. De förflyttades med hjälp av tillfälliga transportbanor till sina respektive positioner på södra Öja. 1936 kunde pjäserna anskjutas, men det saknades fortfarande en del kringutrustning. Denna blev först  1938 komplett. Under 1938 elektrifierades Landsorts fyr och man begärde 12 000 kr för att samtidigt förse batteriet med elektricitet.
Batteriet bestod av en ledningsplats i en bunker och tre pjäser grupperade i en triangel med basen mot söder och så att norra pjäsen kunde skjuta över de två andra. Ledningsbunkern och pjäsplats nr 2 ligger direkt söder om Landsorts fyr. Pjäsplatserna 1 och 3 ligger öster respektive sydöst om fyren. Varje pjäsplats utrustades med en 15,2 cm-kanon m/98B i tornlavett (pansartorn) som skyddas av en betong- och stålkupol. Batteriet utgjorde havsbandslinjens sydligaste del och anlades för att kontrollera sjöfarten in mot Nynäshamn. Det stod klart 1938 och var bemannat under hela beredskapstiden (1939–1945). Batterierna överspelades av kärnvapenhotet och började avvecklas under 1960-talet för att ersättas av ERSTA-batteriet på norra Öja.

### Historiska bilder

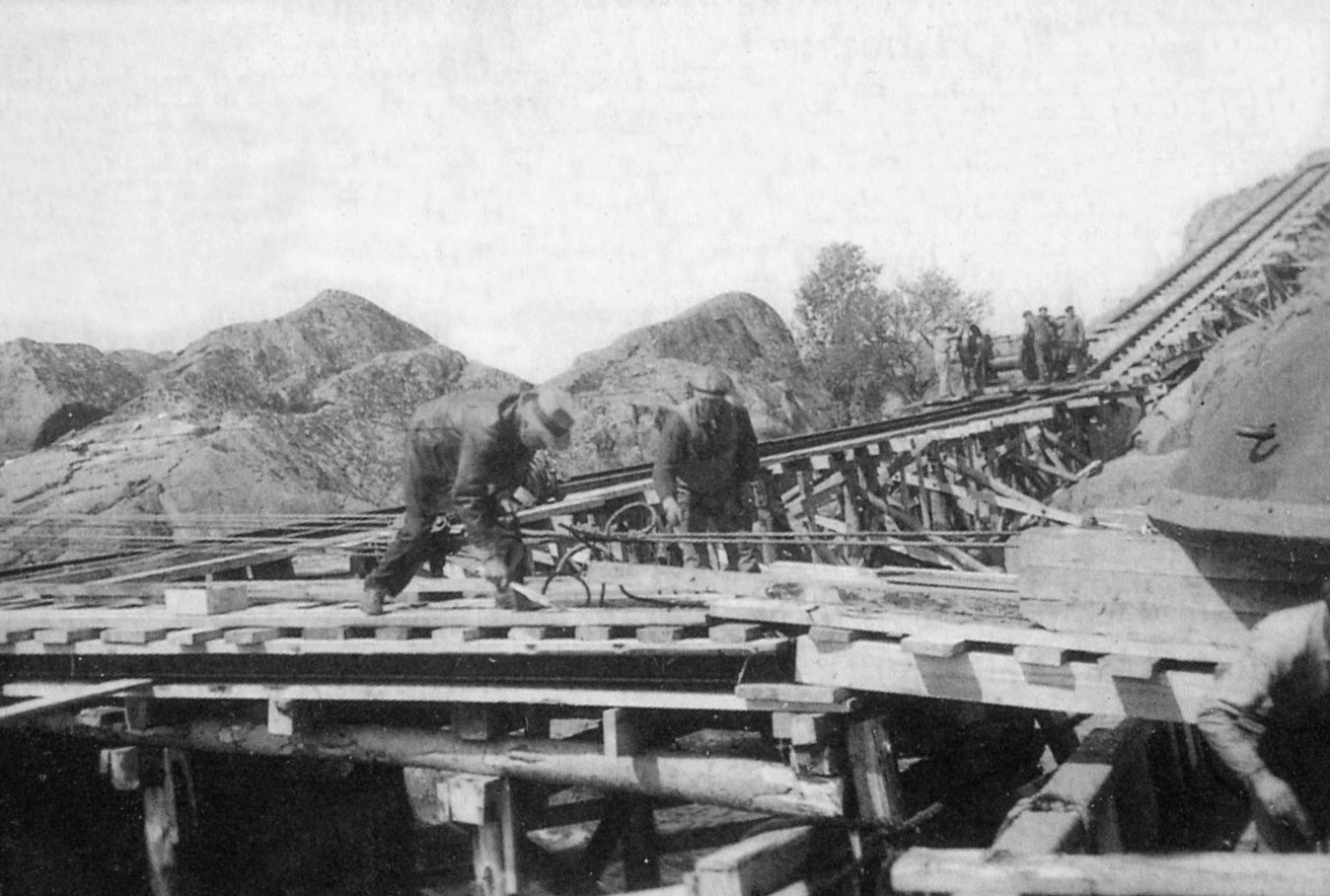
Tornpjäsen tas i land 1933
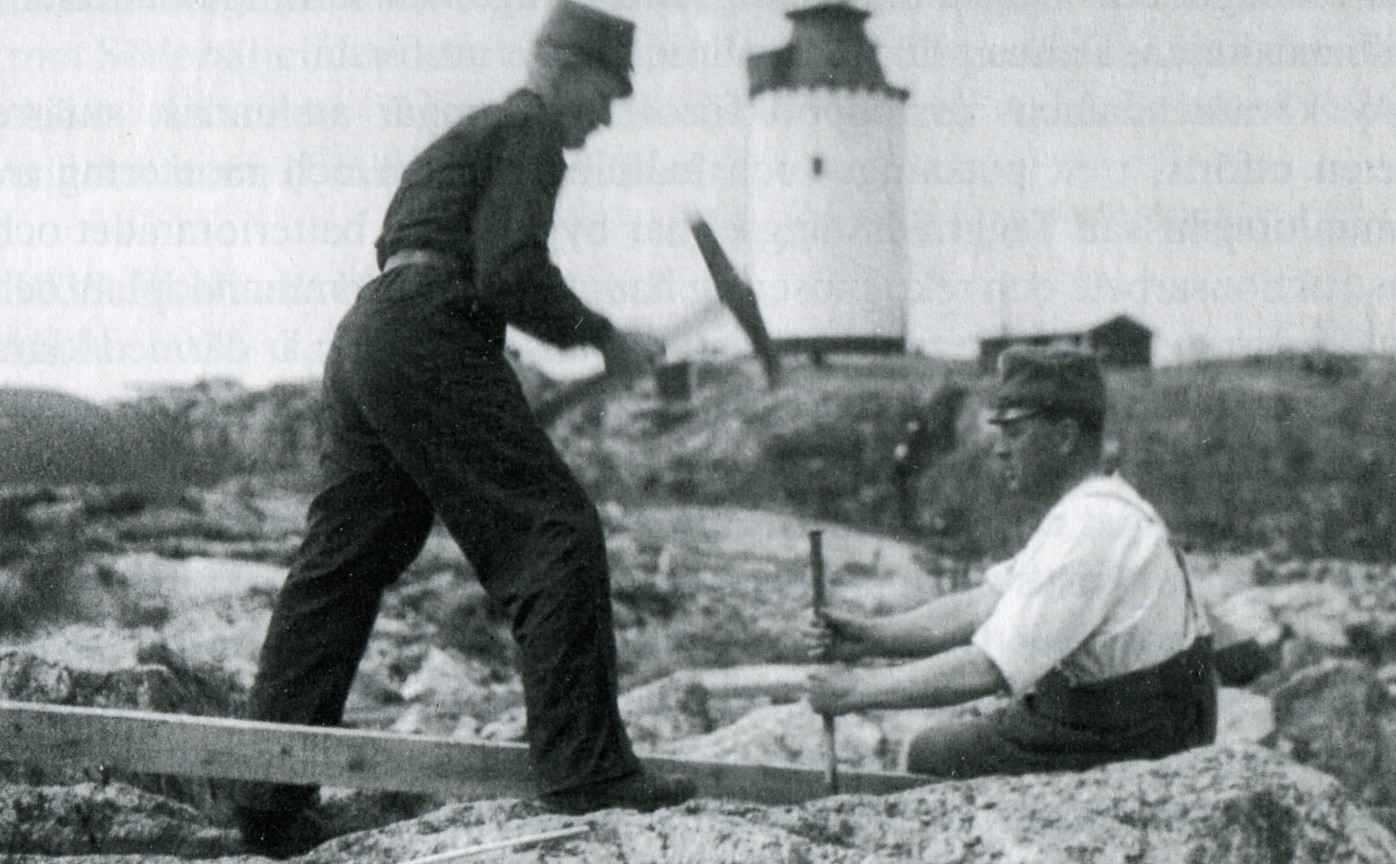
Byggarbetena på Öja 1933
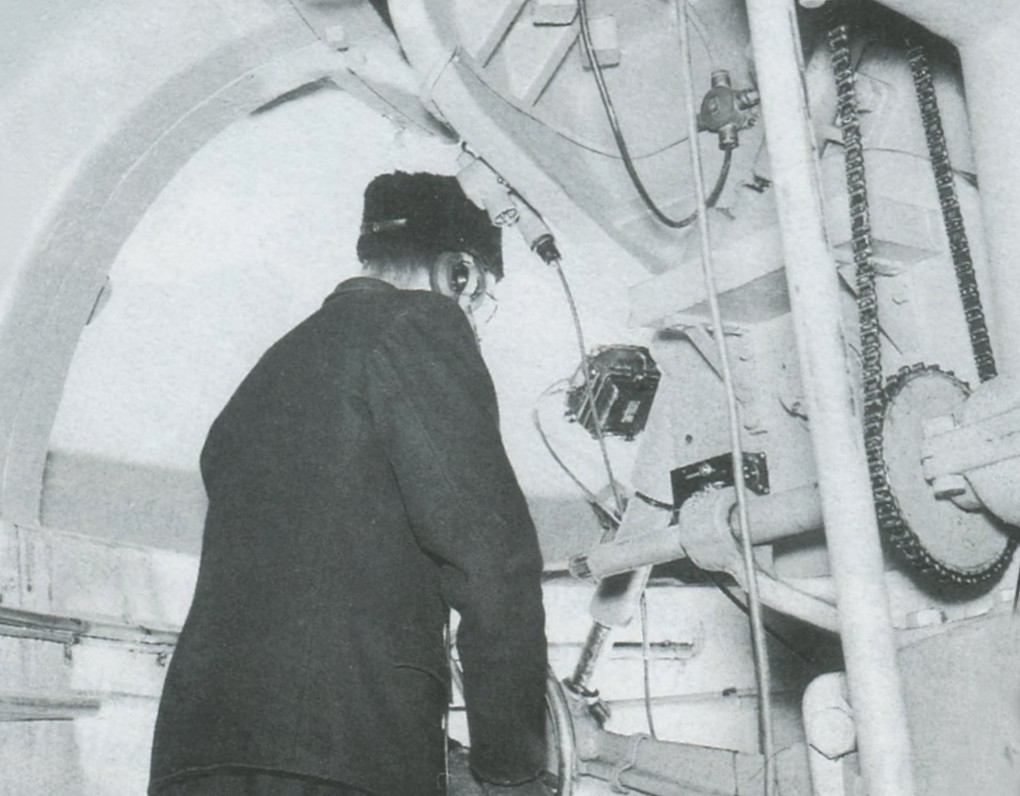
15,2 cm-kanon interiör 1941
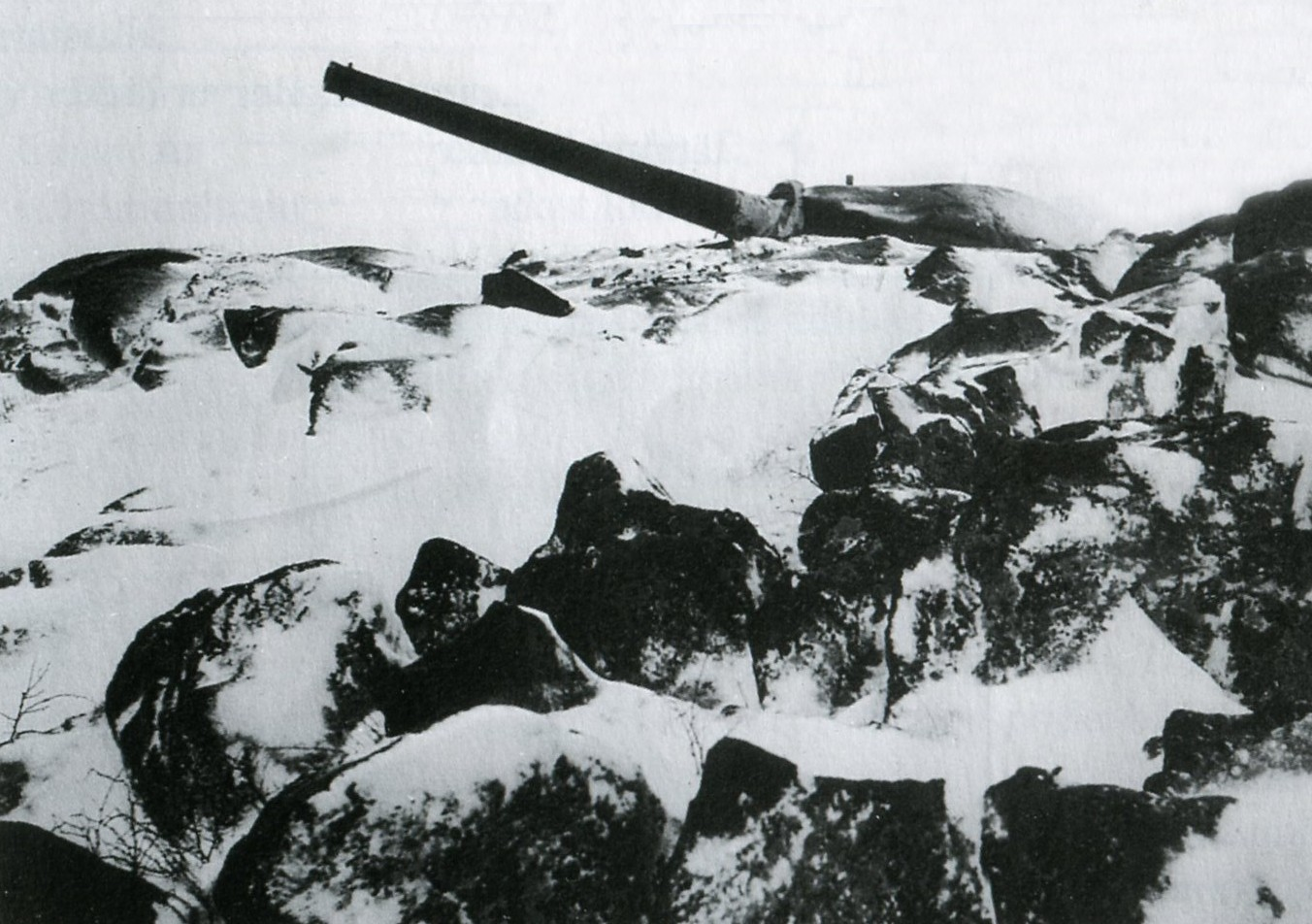
En av tre 15,2-cm kanonerna 1941

## Nuläge
Idag (2011) är pjäs nr 2 komplett bevarad medan pjäs 1 och 3 är bevarade till det yttre, d.v.s. pjäskupol och eldrör är kvar. Ingången till bergtunneln och andra öppningar är igengjutna, durk och övriga utrymmen tömda. Enligt en utredning om bevarande av äldre försvarsanläggningar i Sverige, utförd av Statens fastighetsverk finner verket att: ”Batteriet 15,2 på Landsort åskådliggör tydligt kustförsvaret vid tiden för andra världskriget. Anläggningen är i skick som möjliggör full förståelse. På Landsort bildar 15,2 cm-batteriet tillsammans med ERSTA-batteriet en artillerihistorisk kontinuitet som sträcker sig över hundra år.”

### Nutida bilder

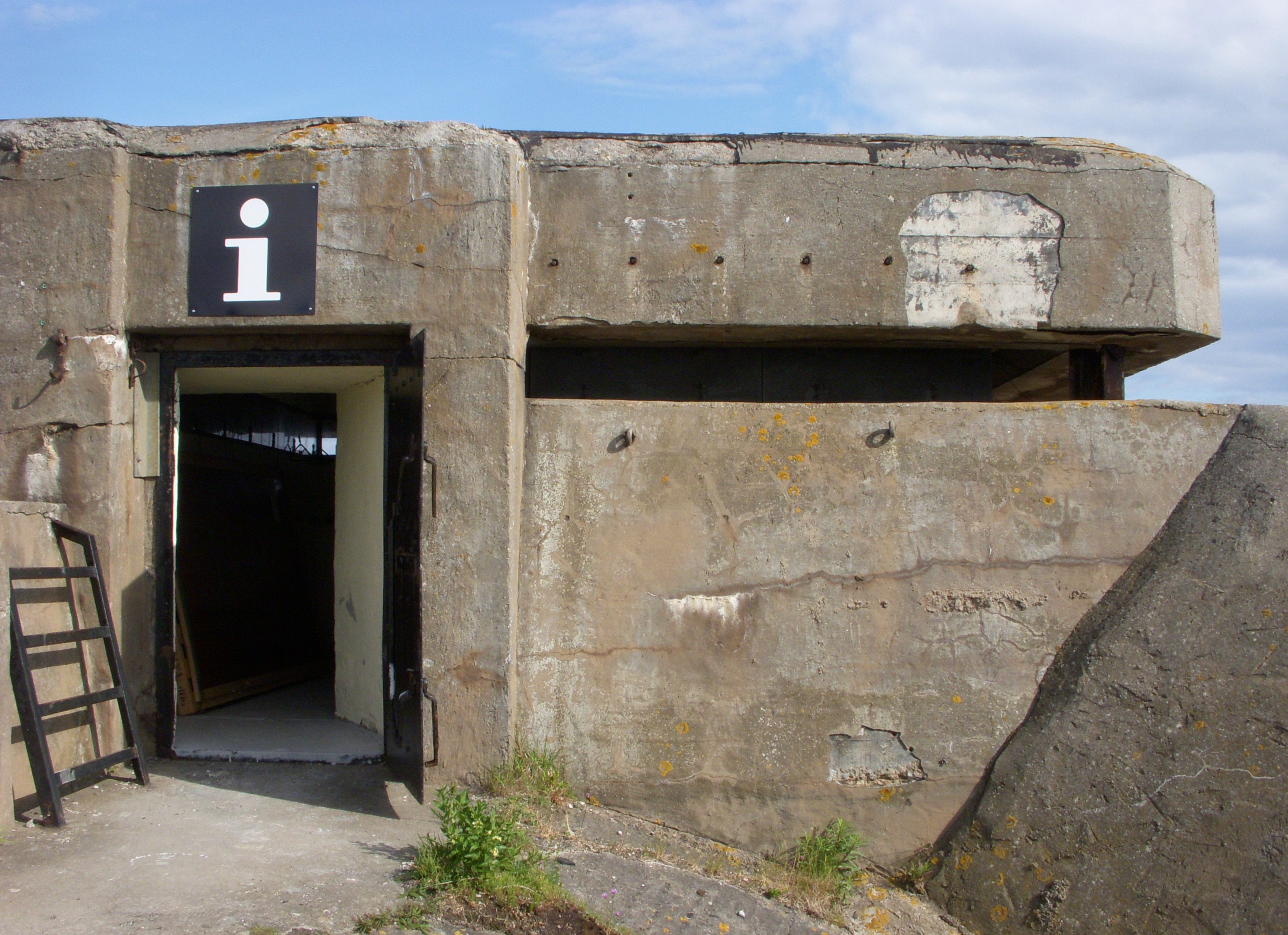
Ledningsbunkern
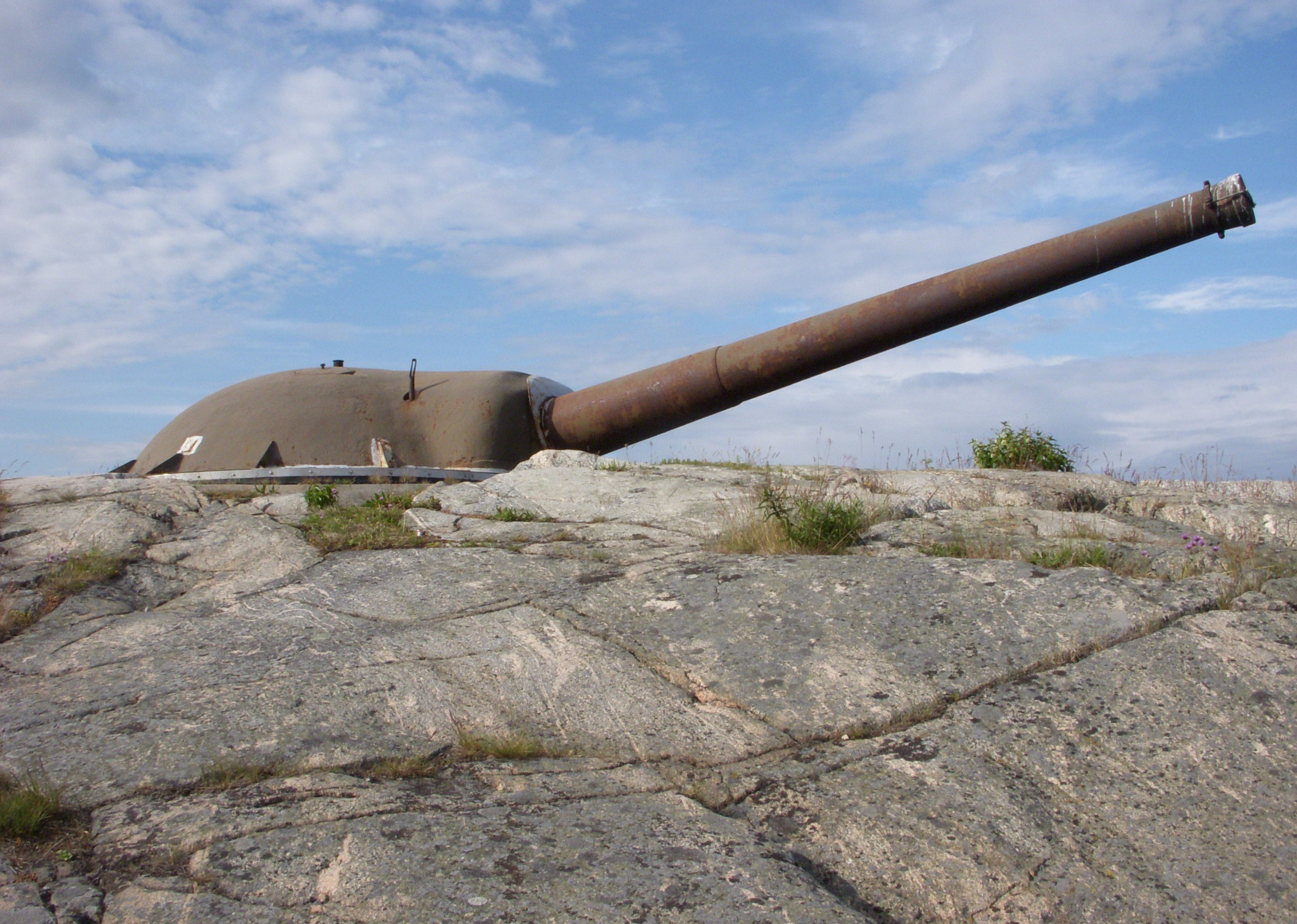
Pjäs nr 1
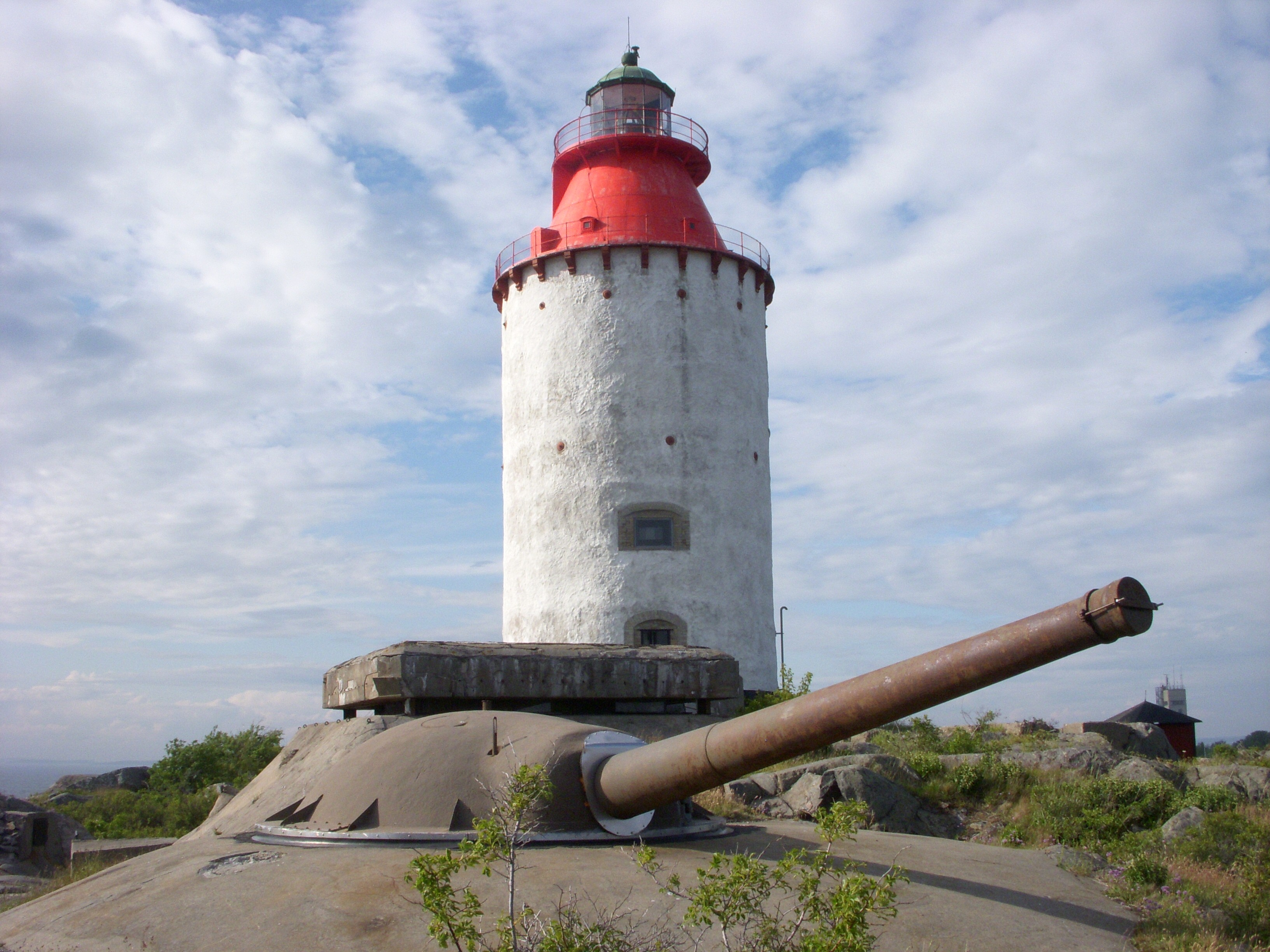
Pjäs nr 2 och Landsorts fyr
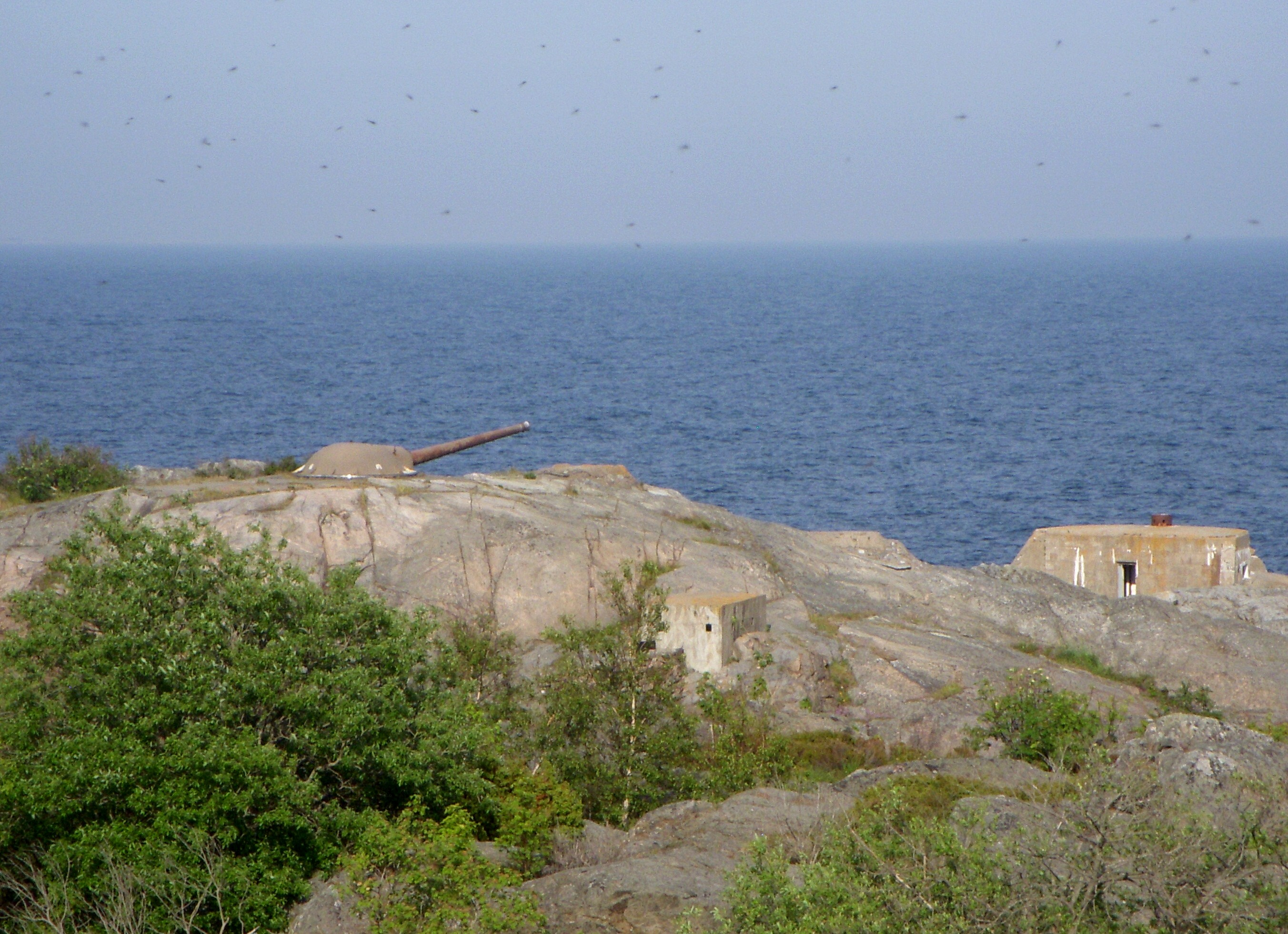
Pjäs nr 3
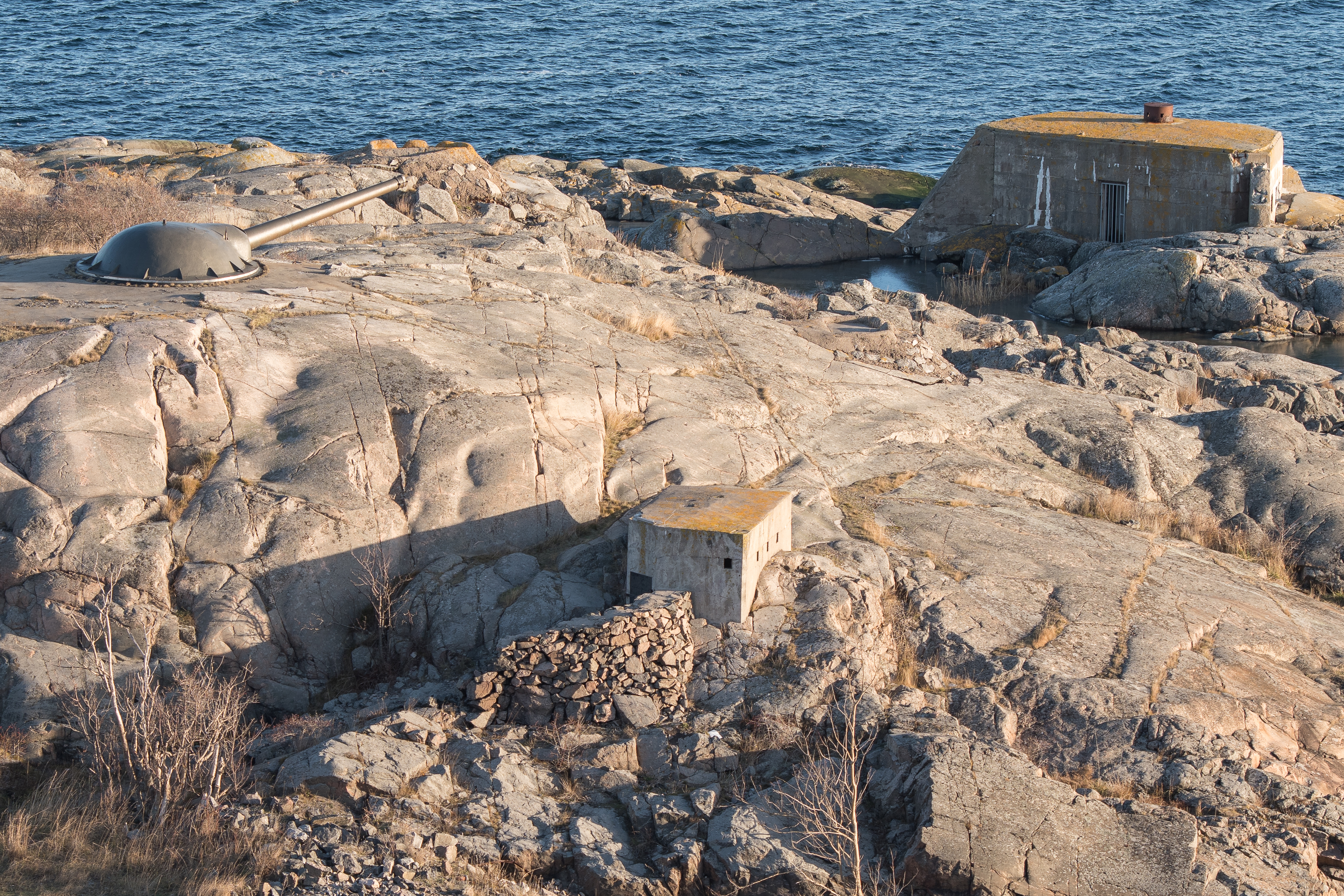